# 児玉誉士夫
児玉 誉士夫（こだま よしお、1911年〈明治44年〉2月18日 - 1984年〈昭和59年〉1月17日）は、日本の右翼運動家。
自称CIAエージェント。暴力団・錦政会顧問。太平洋戦争中に海軍航空本部のために物資調達を行い、終戦時までに蓄えた物資を占領期に売りさばいて莫大な利益を得た。この豊富な資金を使って、戦後は分裂状態にあった右翼を糾合し、鳩山一郎（自民党の初代総裁、元内閣総理大臣）などの大物政治家に政治資金を提供した。「政財界の黒幕」や「政財界のフィクサー」と呼ばれた。日韓国交正常化交渉に関与した。

## 出生
戸籍上は、福島県安達郡本宮町（現本宮市）中条45番地に生まれた。父の酉四郎の旧姓は山田といい、上杉家の家臣であった山田彦右衛門の子兵太夫が丹羽長重に仕え、以降、兵蔵－為貞－貞常－為英－為栄－為芳と続いた。祖父山田兵太夫は明治維新後、二本松の副参事になったが、父の代になって、同じ二本松藩の御典医児玉家から望まれて養子となったため、児玉姓にかわった。ただし、これらの家系は後に児玉誉士夫自身によって作られた「設定」のようである。実際のところ、児玉誉士夫の出自は全く不明である。幼少時は酷い貧乏暮らしで、父親と二人で掘っ立て小屋に住んでいたとされる。7歳で母親を亡くし、8歳で朝鮮に住む親戚の家に預けられ、京城商業専門学校を卒業した後に日本に戻って向島の鉄工所に住み込んだ。それからは様々な右翼団体を転々とすることになる。

## 右翼活動

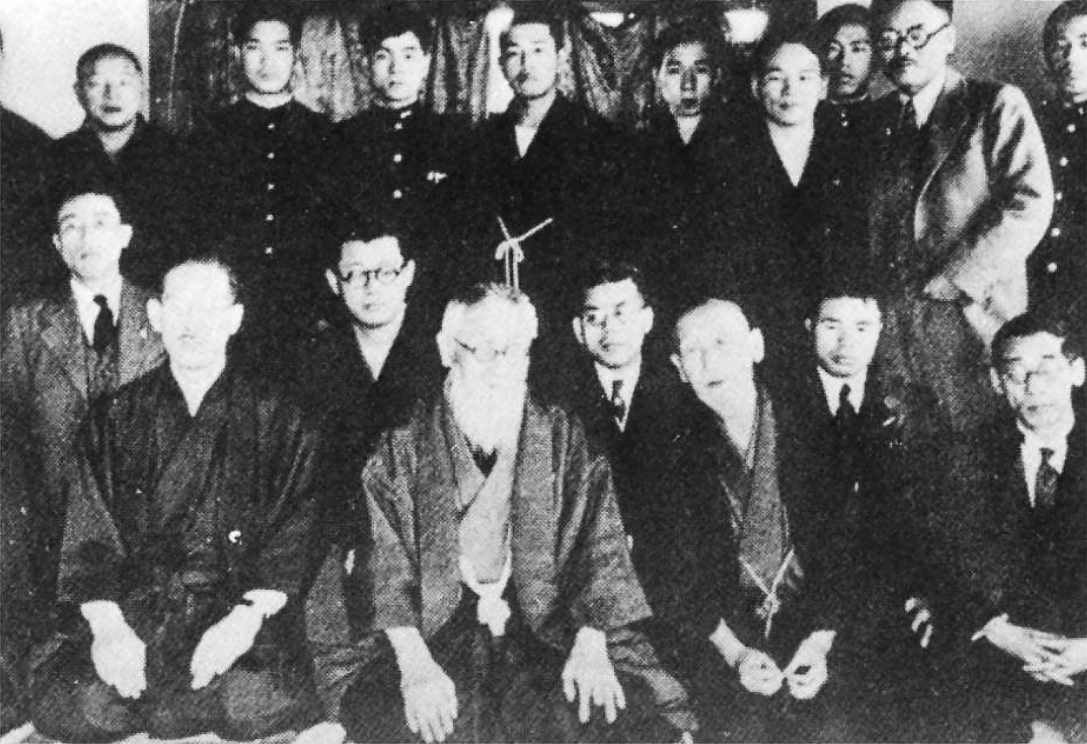
玄洋社の会合で中野正剛（前列左）・頭山満（前列中央）らと（1929年・前列右から2人目が児玉）

児玉は1929年、赤尾敏が結成した「建国会」に入会。18歳で天皇直訴事件により服役。釈放後に津久井龍雄の急進愛国党に入会。1931年、日本主義陣営の統一組織「全日本愛国者共同闘争協議会」（日協）が結成され急進愛国党も参加（三月事件の民間動員計画）。児玉は前衛部隊の一員になった。国会ビラ撒き事件や井上準之助蔵相脅迫事件を起こし服役。1932年2月、釈放。同月9日、血盟団事件が起き、同日、警視庁は児玉を含めた国家主義運動の関係者を拘引した。釈放後、渡満。満州自治運動をしていた笠木良明の大雄峯会に参加。同年、帰国。独立青年社を設立し右翼浪人の岡田理平に誘われ頭山秀三（頭山満の三男）が主宰する天行会に出入りをした。頭山が逃げざるを得なくなり、後事を託された児玉、岡田、天行会のメンバー二人の四人で1932年、天行会独立青年社事件を起こす。当時は23歳だった児玉は3年半の判決を裁判で受けた。服役中に二・二六事件が起きた。
出所後、笠木が編集発行する『大亜細亜』に関わる。1937年、笠木から紹介された外務省情報部長河相達夫より勧められ、中国各地を視察。上海副総領事の岩井英一（東亜同文書院出身）を知り、岩井が1938年に領事館内に設置した「特別調査班」の嘱託となる。岩井の推薦で、1939年4月に陸軍参謀本部の嘱託となりハノイにいた汪兆銘の護衛を任された。石原莞爾の紹介で支那派遣軍総司令部参謀の辻政信を知り、同司令部の嘱託となる。しかし東亜連盟の動きが陸軍の方針に反すると東条英機の逆鱗に触れたことで、児玉は嘱託を解かれ1941年5月に帰国した。帰国後に妻・安都子と知り合い結婚する。

## 児玉機関

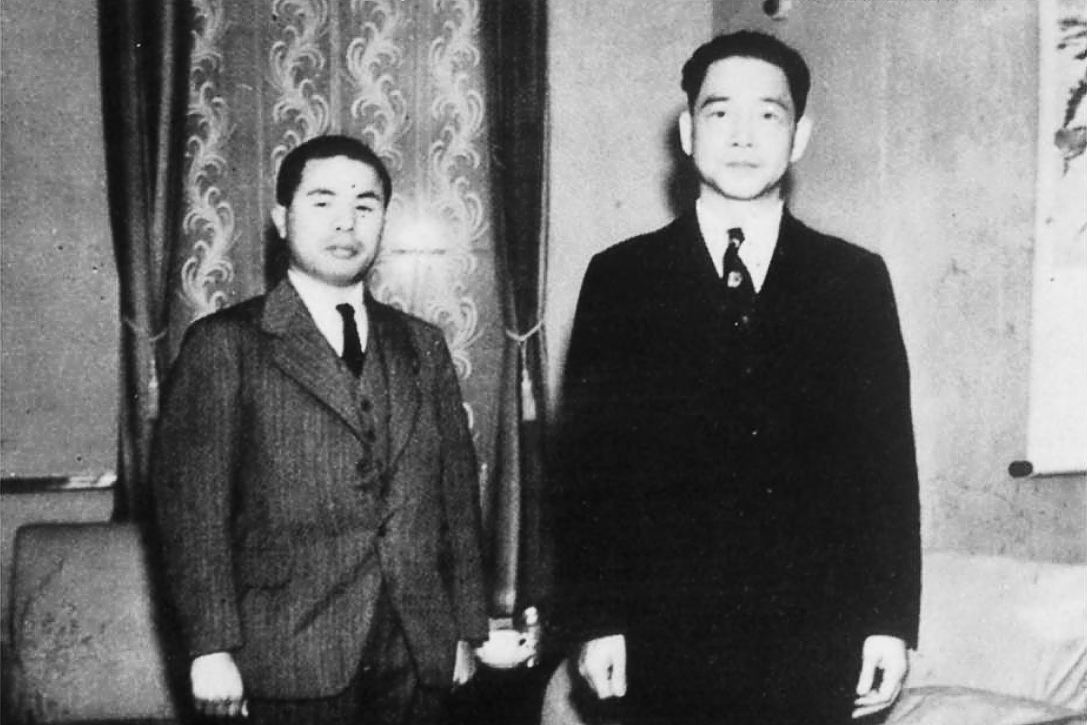
児玉と汪兆銘（1939年）

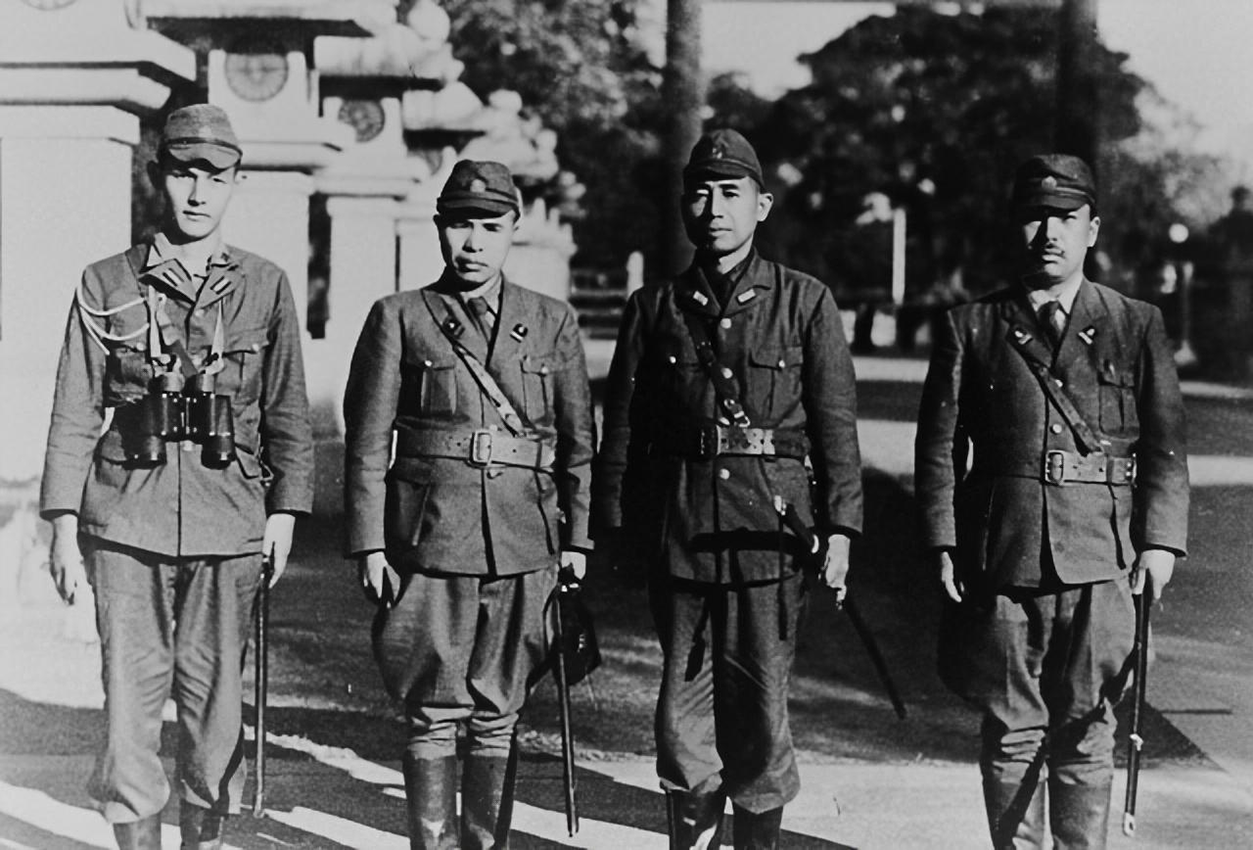
昭和20年2月、台湾・台南神社で。左から門司副官、児玉誉士夫、大西中将

1941年11月、児玉が属した国粋大衆党を主宰する笹川良一の紹介で海軍省（海軍大臣は嶋田繁太郎）の外局である海軍航空本部（本部長は山本五十六）より招かれた。ここから児玉は海軍航空本部のため航空機に必要な物資を調達する。戦時下の外地はインフレ状態で物流も滞り、国民感情ではナショナリズムの高まりによる排日排日貨(日貨とは日本製品)運動が起きていた。目的の重なる陸軍、艦本の機関と競合するため各方面からの干渉も予想されたが児玉は承諾し、総務部長（山縣正郷）と上海へ飛び、ここに児玉機関の本部を置いた。児玉は海軍の嘱託（佐官待遇）となる。
1942年3月、総務部長は大西瀧治郎となり、特攻生みの親とされる大西中将が敗戦後に自決する場に立ち会う縁が繋がった。
ここで源田実と知り合い、戦後に源田が児玉に瀬島龍三を紹介した。1941年真珠湾攻撃の直前、海軍航空本部独自の物資調達の為に笹川が山縣正郷少将に紹介、その後任者が大西瀧治郎少将（当時）で、後に大西中将が自決する日まで、親しい間柄となる。この縁で上海に児玉機関と呼ばれる店を出した。これは、タングステンやラジウム、コバルト、ニッケルなどの戦略物資を買い上げ、海軍航空本部に納入する独占契約をもらっていた。よく、児玉はこの仕事でダイヤモンドやプラチナなど、1億7500万ドル相当の資金を有するに至ったと言われている。アメリカ陸軍情報局の報告では、児玉機関は鉄と塩およびモリブデン鉱山を管轄下におさめ、農場や養魚場、秘密兵器工場も運営。戦略物資、とくにタングステンを得るため、日本のヘロインを売っていた。
児玉の行動について憲兵の監視はあったが、大西瀧治郎のような大物が庇護しているため逮捕してもすぐに釈放されるという結果となった。この間、1942年4月30日に行われた第21回衆議院議員総選挙（いわゆる翼賛選挙）に5人当選区の東京5区から非推薦候補として立候補をして8位落選をしている。

### 終戦と「逆コース」

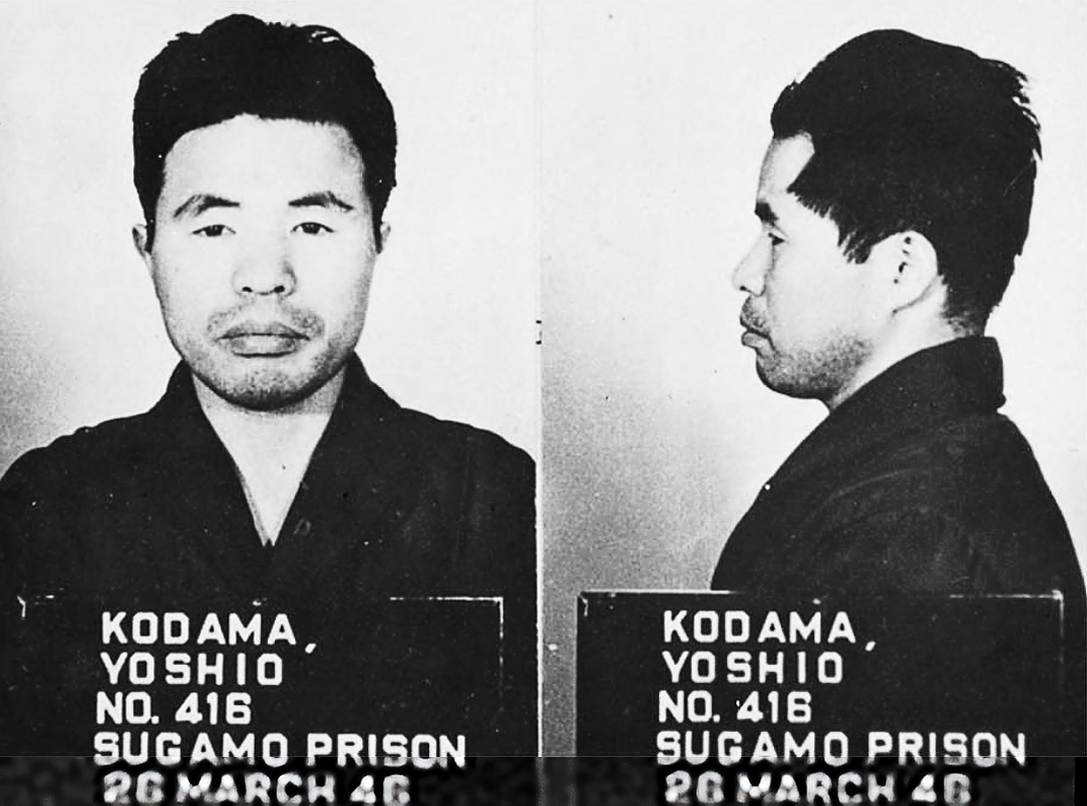
戦犯として収容時のマグショット

終戦を迎えた翌日、1945年8月16日に児玉を懇意にしていた大西が遺書を残し割腹自決した。児玉も急行し、駆けつけた児玉に「貴様がくれた刀が切れぬばかりにまた会えた。全てはその遺書に書いてある。厚木の小園に軽挙妄動は慎めと大西が言っていたと伝えてくれ。」と話した。児玉も自決しようとすると大西は「馬鹿もん、貴様が死んで糞の役に立つか。若いもんは生きるんだよ。生きて新しい日本を作れ。」といさめた。
終戦後、講和内閣の首班として東久邇宮稔彦王が組閣した時には『東久邇日記』の昭和20年9月5日の日記によると東久邇宮自身は児玉をよく知らなかったが内閣参与となっていた。1945年（昭和20年）12月2日、連合国軍最高司令官総司令部は日本政府に対し児玉を逮捕するよう命令（第三次逮捕者59名中の1人）。1946年初頭、A級戦犯の疑いで占領軍に逮捕され、巣鴨プリズンに送られた。その間、ジャパン・ロビーの暗躍により右翼をパージするGHQの方針が批判され、アメリカの占領政策は協力的な戦犯を反共のために利用する「逆コース」を走るようになった。1948年12月24日に釈放され、そこでCIAに協力するようになったかが今でも議論されている。確かなのは、拘留中に昭和通商との関係を暴かれていたことと、釈放後も続く調査で吉田彦太郎が児玉機関の所有した国内鉱山を明らかにしていること、そして後にCIAが、児玉を反共思想・軍閥構想の持ち主であると分析していることである。この間に公職追放となった。

### 「フィクサー」へ

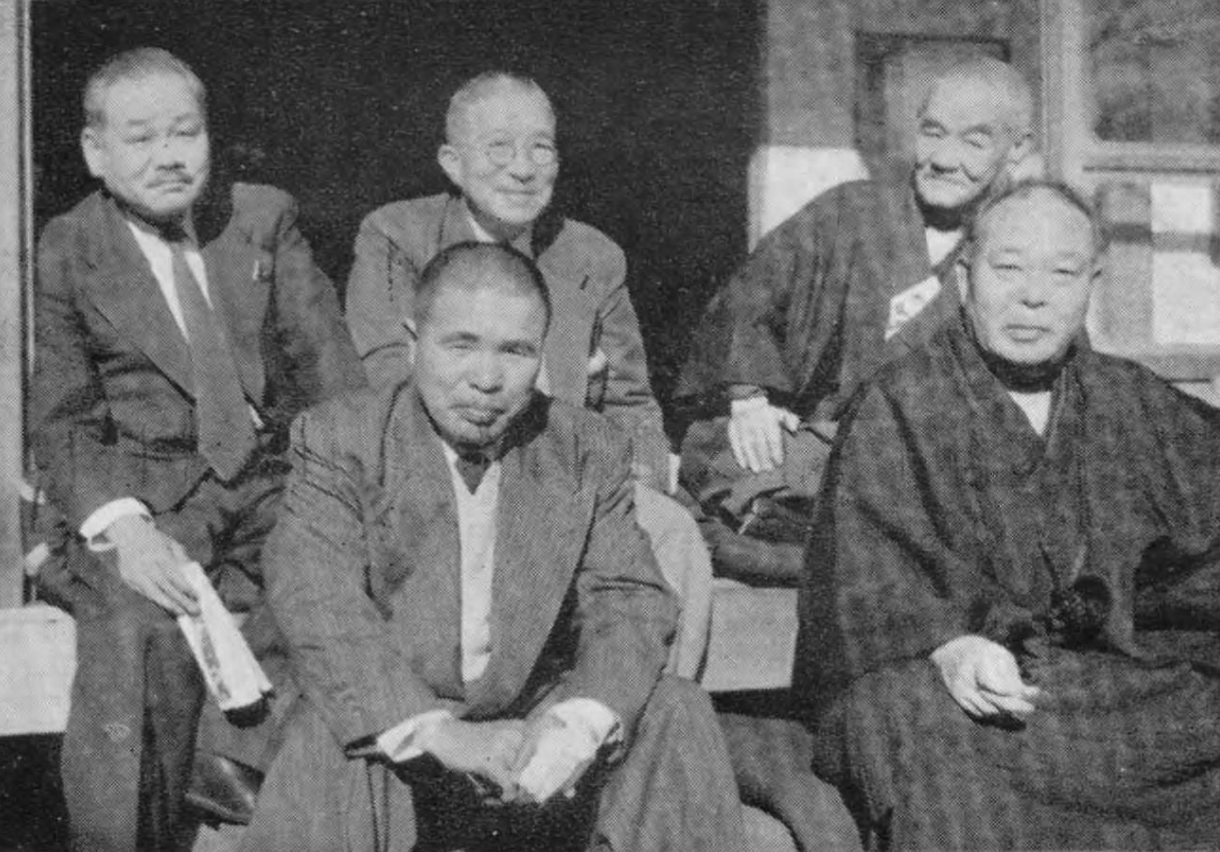
児玉邸にて政治家たちと密談（1953年）
_{前列左側が児玉、後列左から廣川弘禅・鳩山一郎・三木武吉。}

児玉は児玉機関が管理してきた金やダイヤモンドなど、旧海軍の巨額の在留資産を朝日新聞が提供した社機に乗せて上海から引き上げていた。児玉は、巣鴨拘置所に共にいた辻嘉六に勧められて、1946年初頭、逮捕される直前に、この資金の一部を自民党の前身にあたる鳩山ブランドの日本民主党（鳩山民主党）の結党資金として提供した。
1949年（昭和24年）、児玉は巣鴨拘置所から釈放されると北海道炭礦汽船の幹部、萩原吉太郎邸に「戦前、右翼の領袖から紹介してもらった」として訪問した。萩原は児玉機関の話を聞いており訪問に難色を示したが、児玉は萩原邸の裏の池で釣りをするという名目で毎朝通い始め、話をする機会を持つうちに次第に付き合いが深くなっていったという。
1950年、北炭夕張炭鉱の労組弾圧のため明楽組を組織して送り込んだ。G2と多くの暴力団の中心的仲介者としての地位を築き、十数年後には児玉は来たるべき闘争に備えて右翼の結集を目論んだ。暴力団との仲介には児玉機関にいた村岡健次が大きな役割を果たすことになる。

## 岸信介との関係

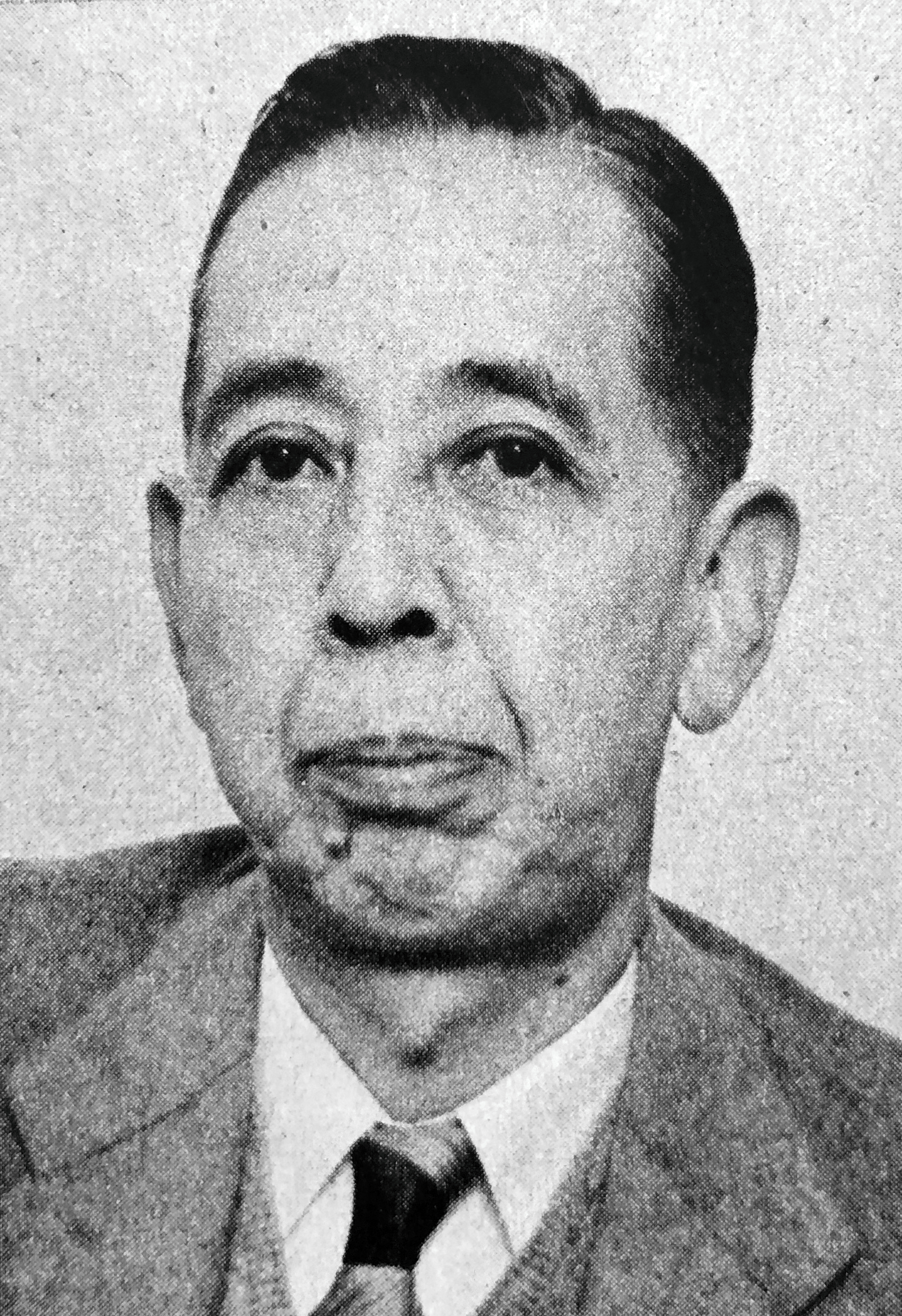
岸信介

1954年には、鳩山一郎を総理大臣にするために三木武吉の画策に力を貸した。1955年には自由党（緒方自由党）と合併して自民党になった。誠心誠意嘘をつくなど名言を残した三木武吉は病の床で「児玉をよろしく」との言葉を遺した。
その後も自民党と緊密な関係を保ち、長らく最も大きな影響力を行使できるフィクサー（政界の黒幕）として君臨した。岸信介が首相になる際にもその力を行使した。
岸首相の第1次FX問題をめぐる汚職を社会党の今澄勇が追及していた時には、等々力の私邸へ二度も呼び、児玉は追及を止めるように圧力をかけた。今澄がこれを拒むと、今澄の政治資金の提供元と金額・使っている料理屋、付き合っている女が全て書かれていた身上調書を今澄に渡し、全てを明かすとして追及を止めさせている。児玉は東京スポーツを所有する他に、腹心をいくつもの雑誌社の役員に送り込んでいた。それらに書き立てられることは脅威となった。

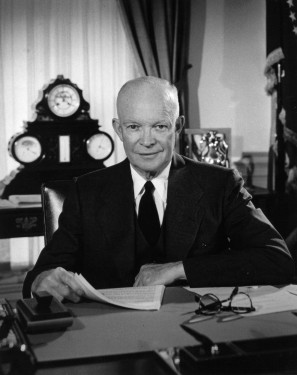
ドワイト・D・アイゼンハワー

日米安保条約改定のため党内協力が必要となった岸信介は、1959年1月16日、次期総理大臣を党人派の大野伴睦に譲り渡す誓約をした。その立会人が児玉であり、河野一郎や佐藤栄作も署名した誓約書が残されている。改定に反対する安保闘争を阻止するため、岸信介首相は自民党の木村篤太郎らにヤクザ・右翼を動員させたが、児玉はその世話役も務めた。一方で安保闘争の最中の1960年5月、妻・安都子が交通事故に遭い、翌月に亡くなる。児玉はその間付きっきりで妻の看病にあたったほか、妻の葬儀の際には自らの生前葬も合わせて行っている。
1962年（昭和37年）の夏頃から、「（安保闘争のような）一朝有事に備えて、全国博徒の親睦と大同団結のもとに、反共の防波堤となる強固な組織を作る」という構想のもと、児玉誉士夫は東亜同友会の結成を試みた。結局、同会は結成されなかった。しかし、錦政会・稲川裕芳会長、北星会・岡村吾一会長、東声会・町井久之会長らの同意を取り付けていた。昭和38年（1963年）には、関東と関西の暴力団の手打ちを進め、三代目山口組・田岡一雄組長と町井会長との「兄弟盃」を実現させた。

## 裏社会活動
60年代初期には15万人以上の会員がいた日本最大の右翼団体・全日本愛国者団体会議（全愛会議）を支える指導者の一人であった。1961年、この全愛会議内に児玉に忠実な活動グループ青年思想研究会（青思会）が誕生した。60年代終わりには青思会を全愛会議から脱退させた。裏社会の人物の中では特に稲川聖城と親しく稲川は児玉を兄貴分として慕っていた。60年安保闘争の際には児玉の呼びかけで稲川の配下の組員をデモ隊潰しに利用する計画もあったとされている。（詳細は岸信介の項目も参照。）
1967年7月、笹川良一の肝煎りで、「第一回アジア反共連盟結成準備会」が開催された。この時、市倉徳三郎、統一教会の劉孝之らが集まったが、児玉も自分の代理として白井為雄を参加させた。
1969年、青思会より独立した右翼団体日本青年社が結成。これが任侠右翼の始まりであった。
児玉は1965年の日韓国交回復にも積極的な役割を果たした。国交回復が実現し、5億ドルの対日賠償資金が供与されると、韓国には日本企業が進出し、利権が渦巻いていた。児玉誉士夫もこの頃からしばしば訪韓して朴政権要人と会い、日本企業やヤクザのフィクサーとして利益を得た。児玉だけではない。元満州国軍将校、のちに韓国大統領となる朴正煕とは満州人脈が形成され、岸信介、椎名悦三郎らの政治家や元大本営参謀で商社役員の瀬島龍三が日韓協力委員会まで作って、韓国利権に走った。
日本国内では企業間の紛争にしばしば介入した。1972年河本敏夫率いる三光汽船はジャパンラインの乗っ取りを計画して同社株の買占めを進めた。困惑したジャパンラインの土屋研一は児玉に事件の解決を依頼した。しかし、児玉が圧力をかけても、河本はなかなかいうことを聞かなかった。そこで、児玉はそごう会長の水島廣雄に調停を依頼。水島の協力により、河本は買い占めた株の売却に同意する。児玉は水島に謝礼として1億円相当のダイヤモンドを贈った。こうして児玉の支配下に収まったジャパンラインは、昭和石油の子会社だった日本精蠟を1974年夏に買収した。
児玉が圧力をかける時は今澄のときのように傘下のメディアを駆使した。利用された大手メディアに博報堂がある。その中に児玉は次の二つの目的を持ったセクションを作った。一つは、博報堂の取引先を児玉系列に組み込む。もう一つは、その系列化された企業に持ち込まれるクレームを利用してマスコミを操作し、なびかないメディアには広告依頼を回さない。このセクションは広告会社として品位に欠けた。そこで、当時の博報堂の持ち株会社であった伸和の商号を、1975年に博報堂コンサルタントへ変えて、また、定款にも「企業経営ならびに人事に関するコンサルタント業務」の項目を加えて、この元親会社に業務を請け負わせた。役員は、広田隆一郎社長の他に、町田欣一、山本弁介、太刀川恒夫が重役として名を連ねた。広田は、福井純一博報堂社長の大学時代ラグビー関係者で、警視庁が関西系暴力団の準構成員としてマークしていた人物。町田は、元警察庁刑事部主幹。山本は元NHK政治部記者。太刀川は塚本素山ビルの等々力産業社長で児玉側近の第一人者であった。太刀川は児玉の死後、東京スポーツの代表となる。

## ロッキード事件
ロッキード事件と児玉の関わりは、しばしばロッキード社または日本の政界という事件の帰着点ばかりが焦点化して報道・出版される傾向がある。しかし、ロッキード社が児玉へ秘密送金する窓口として、元OSS 員が社長だったディーク・ペレラ社を利用したという興味深い事実がある。ディークは外国為替と貴金属取引に特化した企業であるが、21世紀に数件の訴訟を提起されている。その一方、今日ヨーロッパではHSBCやドイツ銀行がやはり外国為替と貴金属取引をめぐり不祥事を露呈している。

### ロッキード社の秘密代理人
児玉はすでに1958年（昭和33年）からロッキード社の秘密代理人となり、日本政府に同社のF-104“スターファイター”戦闘機を選定させる工作をしていた。児玉が働きかけた政府側の人間は自民党の大野伴睦、河野一郎、岸信介らであった。1960年代末の契約が更新され、韓国も含まれるようになった。児玉は親しい仲にあった韓国の朴政権にロッキード社のジェット戦闘機を選定するよう働きかけていたのである。韓国に対する影響力の大きさが窺える。しかし、この頃、大野も河野も死亡しており、新しい総理大臣の佐藤栄作や田中角栄にはあまり影響力をもっていなかった。
そこで児玉は田中との共通の友人、小佐野賢治に頼るようになった。小佐野は日本航空や全日本空輸の大株主でもあり、ロッキード社製のジェット旅客機の売り込みでも影響力を発揮したが、すでに日本航空はマクドネル・ダグラス社製のDC-10型機の購入を決定していたこともあり、その矛先を全日空に向けた。
この頃深い関係を作り上げていた田中角栄が1972年（昭和47年）に首相になると児玉の工作は功を奏し、その後全日空は同機種を21機購入し、この結果ロッキード社の日本での売上は拡大した。さらに全日空は、ロッキードから得た資金を自社の権益の拡大を図るべく航空族議員や運輸官僚への賄賂として使い、その後このことはロッキード事件に付随する全日空ルートとして追及されることとなった。
ロッキード社社長のアーチボルド・コーチャンが「児玉の役割はP-3C導入を政府関係者に働きかけることだった。児玉は次の大臣に誰がなりそうか教えてくれた。日本では大臣はすぐに代わるから特定の大臣と仲良くなっても無駄である。彼は私の国務省だった。」と調書で語っている。

### ロッキード裁判
しかし1976年（昭和51年）、アメリカ上院で行われた公聴会で、「ロッキード社が日本の超国家主義者を秘密代理人として雇い、多額の現金を支払っている」事実が明らかにされ、日本は大騒ぎとなった。その後、三木武夫首相によってこの事件の捜査が開始され、すでにこの事件の中心人物と目されていた65歳の児玉は衆議院での証人喚問が行われる直前に「発作」を起こし、床についた。
しかし、間もなく児玉は脱税と外為法違反で在宅起訴され、裁判に臨むことになった。1977年（昭和52年）6月に一度公判に出廷した後は脳梗塞と後遺症を理由に自宅を離れなかった。1979年（昭和54年）10月11日には3人の裁判官、検察官、弁護士が自宅を訪問して臨床尋問が行われた。「臨床」とはされたが尋問は自宅の洋間で行われ、児玉は和服を着て椅子に座って応答している。検察は小佐野との関係、ロッキード社のコンサルタントになった経緯を尋問したが、1時間ほどで児玉が喉の苦痛を訴えて取りやめとなった。
元総理の田中角栄は収賄容疑で逮捕され、1983年（昭和58年）10月に有罪判決が出された。児玉は死期が近づいた時、「自分はCIAの対日工作員であった」と告白している。72歳の児玉は判決が出る直前の1984年（昭和59年）1月に再び発作を起こして没し、裁判は打ち切りとなった。なお、児玉の死亡後の遺産相続では闇で収受した21億円が個人財産として認定された上で相続税が計算されている。
2005年に機密解除されたCIA文書で、児玉は次のように評されている。
当時、児玉が経営する企業の役員を務めていた日吉修二（2016年7月11日に死去。『NHKスペシャル』『未解決事件』File.5 「ロッキード事件」でのインタビューが生涯で最後のインタビューとなった）によると、事件発覚直後、児玉の秘書から急遽呼ばれ、段ボール5箱分の書類をすぐに焼却するよう指示されたという。日吉はインタビューの中で「これが天下の児玉だと思ってますよ。それはやっぱり日本の為の国士ですから、何か事を起こすのにはやっぱ資金がないとね。（資金の）必要があったんじゃないかなと思う。これやっぱりロッキード事件に絡んだ書類くらい思ってますよ。伝票みたいなものもあったし、色んな綴じてある書類もあったし、そんないちいちね見ながらこれは焼いていいか、それはやらない。私、意外と忠実だから言われたらピッと焼いちゃう。ただ燃やしているチラチラ見える中には、英語の物もあったと思います。」と述べている。
児玉の通訳の福田太郎も死ぬ直前、次のような供述をしている。
- 福田「アメリカの公聴会で領収書の一部が公表されることになりました。ロッキード社から児玉さんに謝っておいてくれと電話がありました。」

- 児玉「それは話が違う。私に迷惑をかけないようにすると言っていたではないか。」

- 秘書「それを否定しなければなりません。先生は知らないと言えばいい。判子と書類は燃やしてしまいます。」

2016年に放送されたNHKスペシャル・未解決事件のインタビューに応じた堀田力元検事は「核心はP-3Cではないか。P3Cで色々あるはずなんだけど。（児玉誉士夫がロッキード社から）金を上手に取る巧妙な手口は証言で取れている。（そこから先の）金の使い方とか、こっちで解明しなきゃいけないけど、そこができていない。それはもう深い物凄い深い闇がまだまだあって、日本の大きな政治経済の背後で動く闇の部分に一本光が入ったことは間違いないんだけど、国民の目から見れば検察、もっともっと彼らがどういう所でどんな金を貰ってどうしているのか、暗闇の部分を全部照らしてくれって。悔しいというか申し訳ない」と語っている。

## 逸話
- 松本清張の小説『けものみち』に登場する人物「鬼頭洪太」は、児玉をモデルにしているとする説がある[26]。
- 村上春樹の小説『羊をめぐる冒険』に登場する「先生」と呼ばれる架空の人物は、児玉をモデルにしているとする説がある[27]。

## 著書
- 児玉誉士夫『われ敗れたり』協友社、1949年 原題 "I was Defeated" （巣鴨プリズンで資料として書かされたもの）
- 児玉誉士夫『運命の門』鹿鳴社、1950年
- 児玉誉士夫『芝草はふまれても 巣鴨戦犯の記録』新夕刊新聞社、1956年
- 児玉誉士夫『悪政・銃声・乱世』弘文堂、1961年8月25日
- 児玉誉士夫『獄中獄外』―児玉誉士夫 日記 広済堂出版、1974年
- 児玉誉士夫『われかく戦えり』―児玉誉士夫 随想・対談 広済堂出版、1975年
- 児玉誉士夫『生ぐさ太公望』―児玉誉士夫 随想 広済堂出版、1976年

## 児玉誉士夫関連の映画・オリジナルビデオ・ドキュメンタリー
- 『あゝ決戦航空隊』（1974年、東映）、児玉誉士夫役は、小林旭
- 『やくざ戦争 日本の首領』（1977年、東映）、大山喜久夫のモデルは、児玉誉士夫。大山喜久夫役は、内田朝雄
- 『日本の首領 野望篇』（1978年、東映）、大山喜久夫のモデルは、児玉誉士夫。大山喜久夫役は、内田朝雄
- 『日本の首領 完結篇』（1978年、東映）、大山喜久夫のモデルは、児玉誉士夫。大山喜久夫役は、片岡千恵蔵
- 降旗康男監督『日本の黒幕』（1979年、東映）、主人公・山岡邦盟のモデルは、児玉誉士夫。山岡邦盟役は、佐分利信
- 『実録 東声会 初代 町井久之』（2006年、GPミュージアムソフト）、児玉誉士夫役は曽根晴美
- 『実録 東声会 初代 町井久之 完結編』（2006年、GPミュージアムソフト）、児玉誉士夫役は曽根晴美
- 『劇場版 MOZU』（2015年、東宝）、吉田駒夫のモデルは、児玉誉士夫。吉田駒夫役は、ビートたけし
- 『NHKスペシャル』『未解決事件』File.5 「ロッキード事件」(2016年)、児玉誉士夫役は苅谷俊介